# 장난감 총

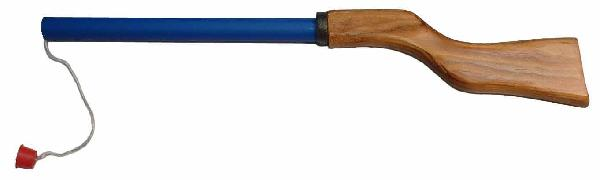
팝건(Pop Gun, 2009년)

장난감 총 또는 토이건(toy gun)은 실제 총을 모방한 장난감이지만 어린이의 레크리에이션 스포츠나 일상 놀이를 위해 설계되었다. 손으로 조각한 나무 복제품부터 공장에서 생산된 팝건과 모자총까지, 장난감 총은 나무, 금속, 플라스틱 또는 이들의 조합과 같은 모든 크기, 가격 및 재료로 제공된다. 많은 최신 장난감 총은 실제 총기로 오인되는 것을 방지하기 위해 밝은 색상과 이상한 모양을 하고 있다.

## 종류

### 나무 총
나무로 만든 총은 실제 총과 비슷하게 만들어졌다. 종종 수작업으로 제작되는 이러한 장난감은 금속 부품이 있을 수도 있고 없을 수도 있으며 다양한 수준의 세부 묘사로 만들어진다.

### 석션 컵 다트
석션 컵 다트 장난감 권총은 석션 컵 다트 하나를 발사하는 데 사용되는 실제 권총과 유사하게 만들어졌다.

### 고무줄 총
고무줄 총은 하나 이상의 고무줄("탄성 밴드")을 발사하는 데 사용되는 장난감 총이다. 고무줄 총은 어새신(Assassins)과 같은 실사 게임에서 흔히 사용되며, 일반적이고 인기 있는 장난감 무기이다. 사무실이나 교실에서도 흔히 볼 수 있다. 고무줄 총은 1845년 3월 17일 잉글랜드에서 스티븐 페리(Stephen Perry)가 특허를 받은 고무줄 발명 때부터 인기 있는 장난감이었다.

## 같이 보기
- BB탄 총
- 고무줄 총